# Liste des longs métrages guatémaltèques proposés à l'Oscar du meilleur film international
Cet article présente la liste des longs métrages guatémaltèques proposés à l'Oscar du meilleur film international.

## Films proposés par le Guatemala
| Année (Cérémonie) | Titre français            | Titre original            | Langue(s)                  | Réalisateur         | Résultat       |
| ----------------- | ------------------------- | ------------------------- | -------------------------- | ------------------- | -------------- |
| 1995 (67e)        | El silencio de Neto (es)  | El silencio de Neto (es)  | espagnol                   | Luis Argueta (en)   | Non nommé      |
| 2016 (88e)        | Ixcanul                   | Ixcanul                   | cakchiquel, espagnol       | Jayro Bustamante    | Non nommé      |
| 2021 (93e)        | La Llorona                | La Llorona                | espagnol, cakchiquel, ixil | Jayro Bustamante    | Présélectionné |
| 2023 (95e)        | El silencio del topo (gl) | El silencio del topo (gl) | espagnol                   | Anaïs Taracena (es) | Non nommé      |